# Kuiperberg
De Kuiperberg (Nedersaksisch: Kupersbearg) is een 71 meter (volgens de Rijksdriehoeksmeting) hoge heuvel in de Twentse gemeente Dinkelland in de Nederlandse provincie Overijssel. De top van de Kuiperberg ligt even ten westen van Ootmarsum.
De Kuiperberg maakt deel uit van de stuwwal die zich uitstrekt van Ootmarsum tot Uelsen in Duitsland. Andere heuvels van deze stuwwal zijn de Braamberg (76 m) en verder naar het noorden de Overijsselse Galgenberg (68 m). Het hoogste punt is de net over de grens gelegen Poascheberg (Paasberg) (89 m), niet te verwarren met de Paasberg (80 m) op de stuwwal van Oldenzaal.
Het stuwwalcomplex van Ootmarsum en Uelsen is ontstaan tijdens het Saalien. Het landijs heeft hier de toen bevroren ondergrond, bestaande uit Tertiaire mariene sedimenten en Pleistocene afzettingen, zijdelings weggedrukt en als grote schubben dakpansgewijs op elkaar gestapeld. De Pleistocene afzettingen zijn voor een groot deel door erosie verdwenen, waardoor het Tertiaire materiaal tegenwoordig aan of nabij het oppervlak voorkomt. De stuwwal is in het landschap herkenbaar als hoge en lagere heuvelcomplexen en worden versneden door enkele goed ontwikkelde dalen. Het complex is gaaf van vorm en zeer representatief voor het glaciale landschap in Nederland en daarmee geologisch en geomorfologisch van grote waarde is.
Op de Kuiperberg bevindt zich de joodse begraafplaats van Ootmarsum die dateert van circa 1786.
Boven op de Kuiperberg bevindt zich een monument in de vorm van een richtingtafel of oriënteertafel van de ANWB (zie afbeelding). Dit monument is een herinnering aan de bondsfeesten van Koninklijke Nederlandsche Toeristenbond ANWB in Twente op 22 en 23 juli 1922. Op het monument ook de vermelding van de hoogte: 70 m. +AP.